# 大崩海岸

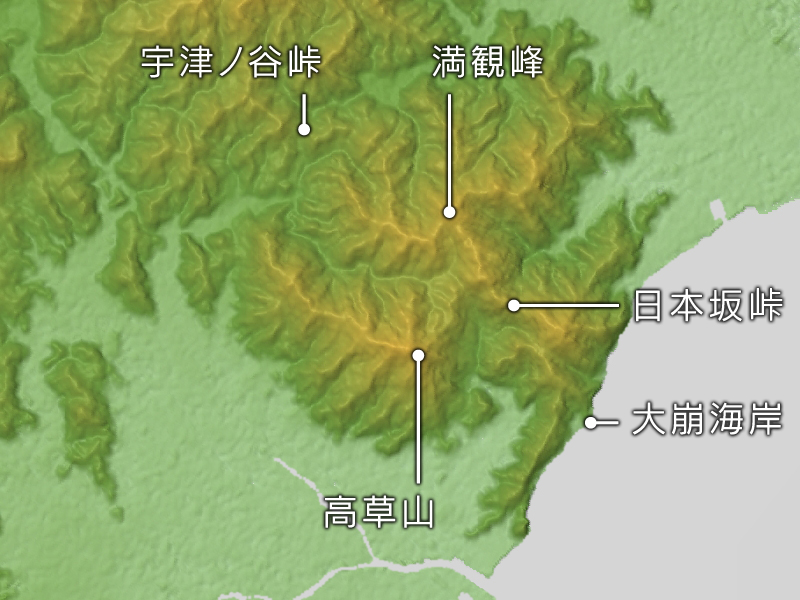
大崩海岸周辺の地形図

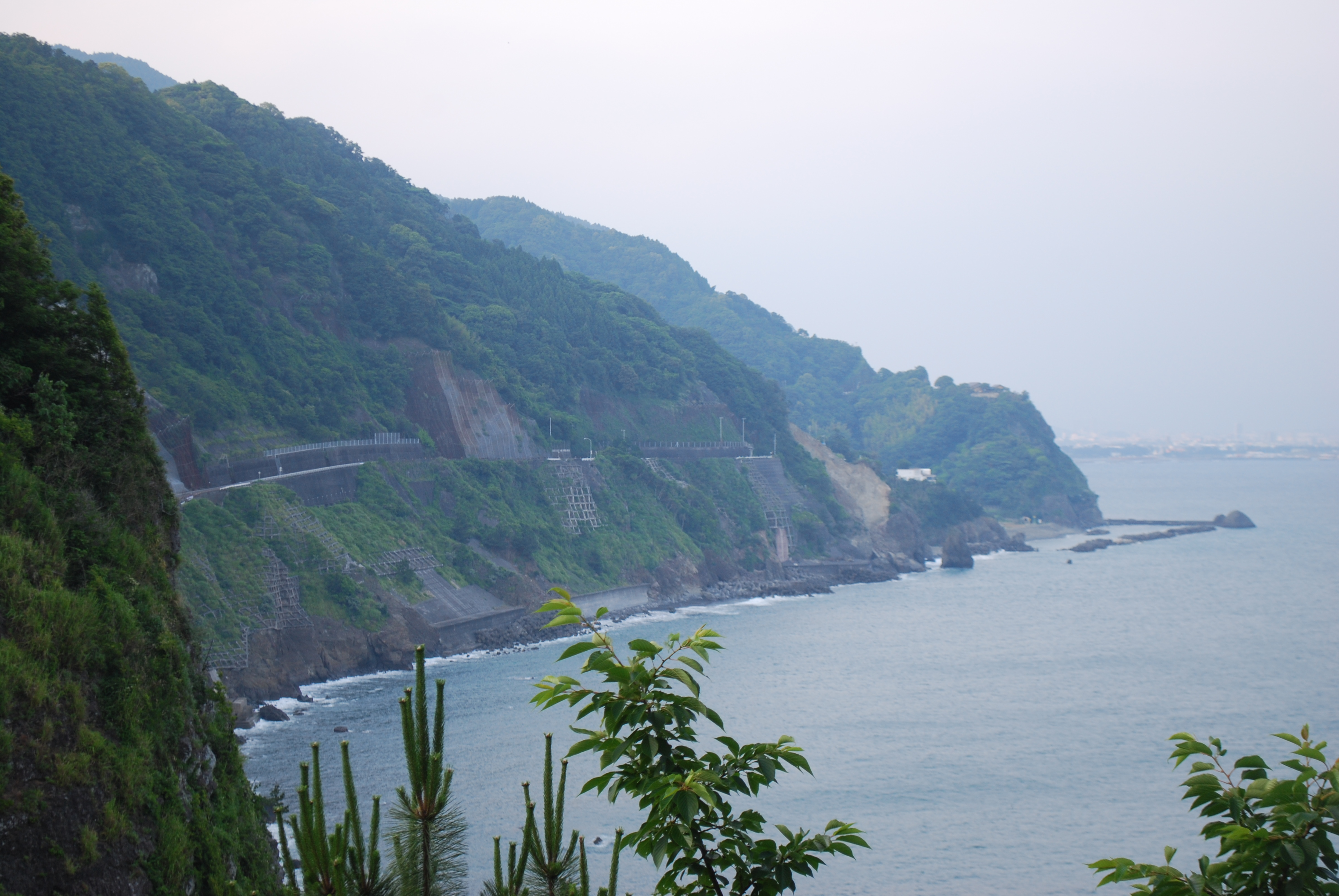
焼津側から見た大崩海岸

大崩海岸（おおくずれかいがん）は、駿河湾沿いの静岡市駿河区石部から焼津市浜当目にかけて続く急崖の海岸。延長は約4km。地名は崩落が多いことに由来する。

## 地理
静岡平野と志太平野の間に位置する。一帯は高草山山塊の標高100～300mの断崖が駿河湾に面している。
竜爪層群の玄武岩や粗面岩から構成され、海底火山由来の枕状構造がみられる。平坦面はごく一部で、波打際は通行できない。
勇壮な海岸線と、駿河湾ごしに富士山や伊豆半島が見える景勝地として知られ、付近にはホテルやミカン園が点在する。

## 歴史

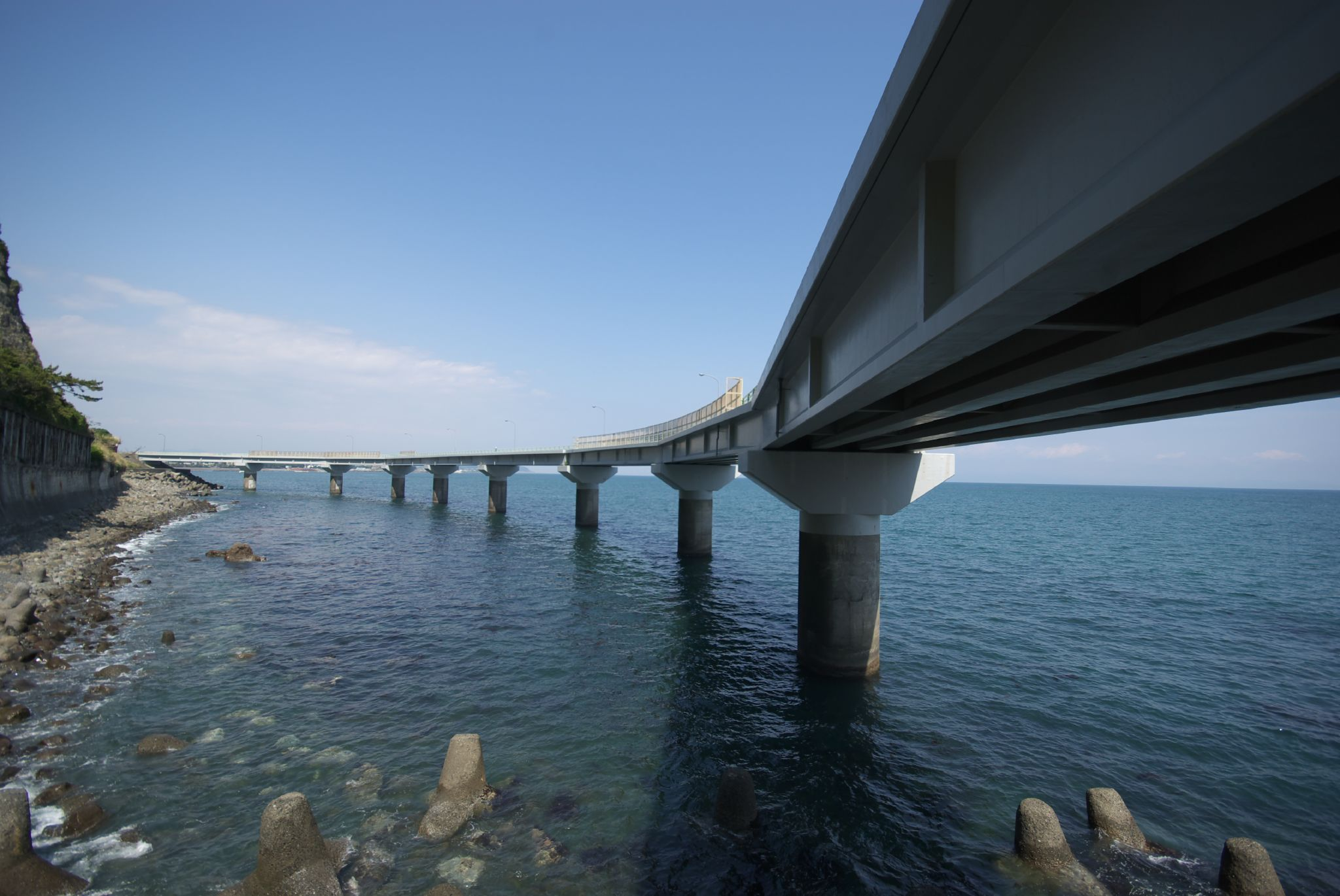
静岡側に位置する石部海上橋。海岸沿いに並ぶコンクリートの柱は旧道の石部洞門

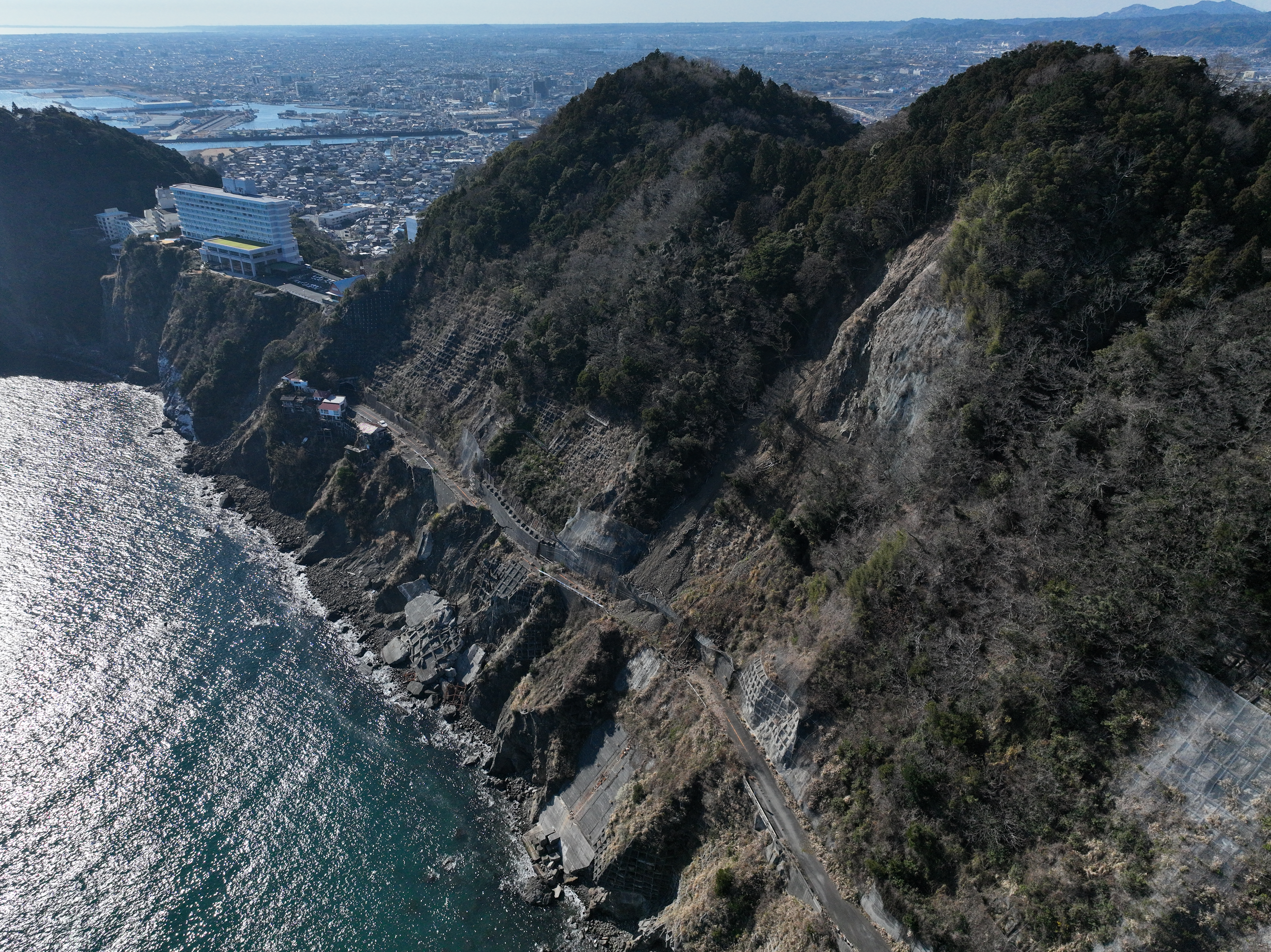
静岡県道416号静岡焼津線の廃道部分（2023年1月）

明治の頃までは、焼津側で海側に張り出している虚空蔵山（当目山）より北側は海岸に道路があり往来していたというが、海食が激しく、昭和以降は完全に海岸の通行は不可能である。
鉄道の東海道本線は、道路の東海道と同様に宇津ノ谷を通る案などもあったが、大崩海岸沿いにほぼ水平に東京側へ（旧）石部トンネル、神戸側に磯浜トンネルを掘り、途中は崖際の築堤上を通した。1887年のトンネル建設工事は難航し、落盤事故で12名の犠牲者が出ている。
道路は崖下を避け、市境付近で峠となる中腹を上り下りするルートを取った。県道、後に国道150号の一部となる（現：静岡県道416号静岡焼津線）。しかし急崖のため落石や崖崩れが頻発し、防災工事が繰り返された。
東海道本線は、弾丸列車計画の一環として先行して着工した日本坂トンネル（現：東海道新幹線）を開通させて、戦後は東海道新幹線の工事が始まるまでそちらを通していた。この期間、鉄道トンネルは道路として使用されていた。新幹線の決定後は、石部トンネルと磯浜トンネルを内部で直結する大規模なトンネル改良工事を行った。それが現在の石部トンネルである。
1971年7月5日、国道150号（現: 静岡県道416号）の第5洞門上で土砂崩壊が起こって乗用車1台が下敷となった。これを契機に静岡側の部分は崖下を避け、海上橋の迂回路が設けられた。以後も、たけのこ岩トンネルの開通など改良は続いているが、5kmほどのこの区間のどこかでたびたび通行止めとなっている。
1978年開通の静岡バイパスの日本坂トンネルにより、当海岸を通らずに静岡と焼津を交通することが可能となった。現在では、そちらが国道150号の本線とされ、旧150号は静岡県道416号静岡焼津線となった。
2013年10月中旬に発生した路面沈下により、同15日から後述する浜当目トンネル開通まで、焼津側からの進入を塞ぐ形で無期限の全面通行止めとなっていた。崩落区間を含む當目トンネル焼津側 - たけのこ岩トンネル焼津側の区間は新たなトンネル（浜当目トンネル）が2016年6月16日に貫通、2017年3月13日に開通し、崩落区間を含む旧道は廃道となった。
2023年7月6日、廃道になっていた旧道に位置する石部第五洞門が土砂崩れで約40mにわたって崩落しているのが発見された。
2024年7月2日、県道416号線のうち、浜当目トンネル付近で斜面の崩落が確認されたことから、同日夜から浜当目トンネルを含む焼津市浜当目 - 静岡市石部の区間を当面の間、全面通行止とする措置が取られた。